# Mindaugas Grigaravičius
Mindaugas Grigaravičius (Klaipėda, 15 luglio 1992) è un ex calciatore lituano, di ruolo centrocampista.